# Virslīga 2015
La Virslīga 2015 (LMT Virslīga 2014 por razones de patrocinio) fue la 24.ª temporada de la Primera División de Letonia. La temporada comenzó el 13 de marzo de 2015 y terminó el 27 de noviembre de 2015. El club campeón fue el Liepāja que consiguió el primer título de su historia.
Dado que la temporada pasada descendieron tres equipos y solo ascendió un equipo, el número de participantes en la Liga se vio reducido de 10 a 8 .
Gulbene abandono la competición sin jugar un solo partido de Liga, y de este modo la liga se jugó únicamente con 7 participantes, pese a que la UEFA exige un mínimo de 8 por liga, el torneo es legítimo y la clasificación a los campeonatos continentales se mantuvo.

## Sistema de competición
Los ocho equipos participantes jugaron entre sí todos contra todos cuatro veces totalizando 28 partidos cada uno, al término de la fecha 28 el primer clasificado obtuvo un cupo para la segunda ronda de la Liga de Campeones 2016-17, mientras que el segundo y tercer clasificado obtuvieron un cupo para la primera rondad de la Liga Europea 2016-17; por otro lado el último clasificado descendió a la Primera Liga 2016, mientras que el penúltimo clasificado jugará el Play-off de relegación contra el subcampeón de la Primera Liga 2015 para determinar cual de los dos jugará en la Virslīga 2016.
Un tercer cupo para la primera ronda de la Liga Europea 2016-17 fue asignado al campeón de la Copa de Letonia.

## Equipos participantes
| Club             | Ciudad     | Estadio                    | Capacidad |
| ---------------- | ---------- | -------------------------- | --------- |
| Daugavpils       | Daugavpils | Estadio Celtnieks          | 3.980     |
| Gulbene          | Gulbene    | Gulbenes pilsētas stadions | 3.000     |
| Jelgava          | Jelgava    | Olimpiskais Sporta Centrs  | 2.200     |
| Liepāja          | Liepāja    | Estadio Daugava            | 6.000     |
| Metta/LU         | Riga       | Estadio Arkādija           | 500       |
| Skonto           | Riga       | Estadio Skonto             | 10.000    |
| Spartaks Jūrmala | Jūrmala    | Estadio Slokas             | 5.000     |
| Ventspils        | Ventspils  | Olimpiskais Stadions       | 3.200     |

### Ascensos y descensos
| Pos. | Descendidos de Virslīga 2014 |
| ---- | ---------------------------- |
| 5.   | Daugava                      |
| 7.   | Daugava Rīga                 |
| 10.  | Jūrmala                      |

| Pos. | Ascendidos de la 1.Liga 2014 |
| ---- | ---------------------------- |
| 1°   | Gulbene                      |

## Tabla de posiciones
| Pos. | Equipo           | Pts. | PJ | G  | E  | P  | GF | GC | Dif. | Clasificación 2016–17                 |
| ---- | ---------------- | ---- | -- | -- | -- | -- | -- | -- | ---- | ------------------------------------- |
| 1    | Liepāja (C)      | 52   | 24 | 15 | 7  | 2  | 48 | 23 | +25  | Segunda ronda de la Liga de Campeones |
| 2    | Skonto           | 45   | 24 | 13 | 6  | 5  | 43 | 23 | +20  | Descenso a Primera División 2016      |
| 3    | Ventspils        | 43   | 24 | 11 | 10 | 3  | 39 | 16 | +23  | Primera ronda de la Liga Europea      |
| 4    | Jelgava          | 41   | 24 | 11 | 8  | 5  | 26 | 18 | +8   | Primera ronda de la Liga Europea      |
| 5    | Spartaks Jūrmala | 21   | 24 | 5  | 6  | 13 | 20 | 36 | −16  | Primera ronda de la Liga Europea      |
| 6    | Daugavpils       | 14   | 24 | 2  | 8  | 14 | 14 | 37 | −23  |                                       |
| 7    | Metta/LU (O)     | 12   | 24 | 3  | 3  | 18 | 19 | 56 | −37  | Promoción por la permanencia          |
| 8    | Gulbene (D)      | 0    | 0  | 0  | 0  | 0  | 0  | 0  | 0    | Excluido                              |

Actualizado a los partidos jugados el 7 de noviembre de 2015.
 Fuente: Soccerway
Notas:
1. ↑  Skonto no pudo obtener para jugar en la Liga Superior.
2. ↑  Tras ganar la Copa de Letonia el Jelgava recibe un cupo para la Primera ronda de la Liga Europea 2016-17.
3. ↑  El 3 de junio de 2015, Gulbene fue excluido de la liga y sus resultados fueron eliminados, debido a sospechas de arreglo de partidos[3]

## Tabla de resultados cruzados
| Local \ Visitante | BFC | JEL | LIE | MLU | SKO | SPJ | VEN |
| ----------------- | --- | --- | --- | --- | --- | --- | --- |
| Daugavpils        | —   | 0–1 | 1–1 | 2–0 | 0–0 | 0–1 | 1–1 |
| Jelgava           | 2–0 | —   | 1–2 | 1–0 | 0–0 | 1–1 | 0–0 |
| Liepāja           | 1–1 | 2–1 | —   | 3–1 | 3–2 | 0–0 | 0–0 |
| Metta/LU          | 2–1 | 1–1 | 1–4 | —   | 0–1 | 1–2 | 0–3 |
| Skonto            | 4–1 | 1–0 | 1–0 | 4–0 | —   | 2–1 | 1–1 |
| Spartaks Jūrmala  | 1–1 | 0–0 | 1–2 | 2–2 | 1–0 | —   | 0–2 |
| Ventspils         | 3–0 | 0–0 | 3–3 | 2–0 | 0–0 | 2–0 | —   |

| Local \ Visitante | BFC | JEL | LIE | MLU | SKO | SPJ | VEN |
| ----------------- | --- | --- | --- | --- | --- | --- | --- |
| Daugavpils        | —   | 0–2 | 0–4 | 0–0 | 2–3 | 0–2 | 1–1 |
| Jelgava           | 1–0 | —   | 1–1 | 3–1 | 0–2 | 1–0 | 0–0 |
| Liepāja           | 1–0 | 1–0 | —   | 2–0 | 2–2 | 4–1 | 3–2 |
| Metta/LU          | 0–2 | 2–4 | 0–4 | —   | 1–5 | 3–2 | 0–2 |
| Skonto            | 0–0 | 2–3 | 1–2 | 3–1 | —   | 2–1 | 0–2 |
| Spartaks Jūrmala  | 2–1 | 0–1 | 0–2 | 0–3 | 1–3 | —   | 0–0 |
| Ventspils         | 4–0 | 1–2 | 3–1 | 3–0 | 1–3 | 3–1 | —   |

## Play-Off de Ascenso y Descenso
Fue disputado entre el novenode la Liga y el segundo de la 1.Liga
| 21 de noviembre de 2015, 15:00 | Valmieras     | 1:3 (0:0) | Metta/LU                                   | Jānis Daliņš stadium, Valmiera |  |
|                                | - Bērziņš 48' |           | - 50' Stuglis - 70' Kalniņš - 81' Uldriķis |                                |  |

| 25 de noviembre de 2015, 19:00 | Metta/LU                                                            | 6:2 (2:0) (Global 9:3) | Valmieras                  | Hanzas vidusskolas laukums, Riga |  |
|                                | - Uldriķis 18' 49' - Kalniņš 37' 90+2' - Pētersons 55' - Šibass 75' |                        | - 70' Lapss - 77' Jaunzems |                                  |  |

| Metta/LU                           |
| Se mantiene en la Primera división |

## Goleadores
Detalle de los máximos goleadores de la Virslīga de acuerdo con los datos oficiales de la Federación Letona de Fútbol.
- Datos oficiales según la Página web oficial y UEFA.com[5]

| Pos. | Jugador               | Club      | Goles |
| ---- | --------------------- | --------- | ----- |
| 1    | Dāvis Ikaunieks       | Liepāja   | 15    |
| 2    | Vladislavs Gutkovskis | Skonto    | 10    |
| 2    | Ndue Mujeci           | Ventspils | 10    |
| 4    | Ģirts Karlsons        | Ventspils | 8     |
| 4    | Andrejs Kovaļovs      | Skonto    | 8     |